# 白山野々市広域事務組合

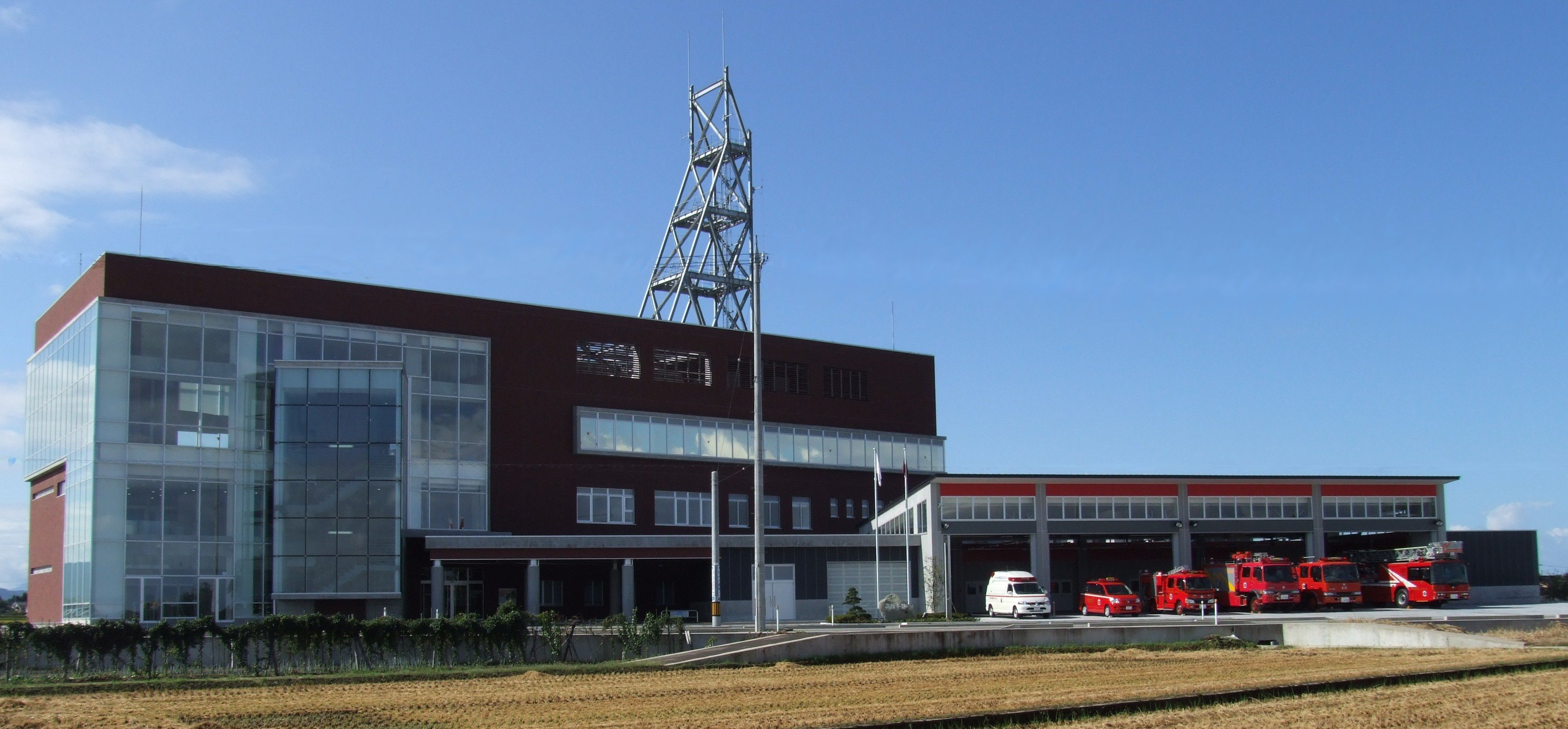
白山野々市広域消防本部（庁舎内に松任消防署及び白山野々市広域事務組合事務局が併設）

白山野々市広域事務組合（はくさんののいちこういきじむくみあい）は、石川県白山市および野々市市、能美郡川北町の2市1町が組織する一部事務組合。

## 概要
白山市および野々市市、川北町の以下の事務を受け持つ。
- 環境･清掃（ごみ処理・し尿処理）に関わる事務
- 斎場運営および霊柩車運行事務（火葬場事業、旧松任市および旧美川町を除く町村で構成された旧白山郷事業組合の事務を継承）
- 常備消防事務（白山野々市広域消防本部）

## 沿革
- 1972年7月1日：松任石川地区環境衛生施設組合設立（設立当初は松任市と石川郡の1市3町5村が設立母体）
- 1975年4月1日：松任石川広域消防組合設立。
- 1981年4月1日：松任石川地区環境衛生施設組合と松任石川広域消防組合を統合して、松任石川広域事務組合を設立。
- 2005年2月1日：野々市町を除く構成市町村が合併し白山市が発足したのに伴い、白山石川広域事務組合と改称。
- 2007年4月1日：斎場の業務を白山郷事業組合から移管。
- 2008年4月1日：し尿処理施設の業務を白山石川医療施設組合から移管。
- 2010年9月21日：白山市徳丸町37番地から白山市三浦町255番地1へ庁舎移転。
- 2011年11月11日：野々市町の市制施行に伴い、名称を白山野々市広域事務組合に改称。
- 2017年4月1日：能美郡川北町が加入。

## 管轄区域
- 常備消防・ごみ処理：白山市および野々市市、川北町全域
- し尿処理：白山市の一部（旧松任市・美川町）
- 斎場：白山市の一部（旧松任市・美川町を除く白山ろくの旧町村）、野々市市全域

## 施設

### 事務局
- 石川県白山市三浦町255番地1（白山野々市広域消防本部・松任消防署も併設）

### ごみ処理
松任石川環境クリーンセンター
- 白山市上小川町795番地

鶴来清掃センター（最終処分場）
- 白山市坂尻町ヌ51番地

### 斎場
白山郷斎場
- 白山市瀬木野町258番地
  - なお、旧松任市（松任市斎場、現・白山市松任斎場）の斎場業務は白山市が継承し、旧美川町の斎場業務は白山市・能美市・能美郡川北町が設立・加入する手取郷広域事務組合（手取郷斎場、能美市）が継承している。

## 常備消防
- 消防本部
  - 管轄区域：白山市および野々市市、川北町の全域
  - 管轄面積：783,37平方キロメートル
  - 消防署5か所、分署3か所（出張所・分遣所なし）

### 沿革
- 1975年4月1日 松任石川広域消防組合設立。
  - 設立当初は、1署4分署（野々市、美川、鶴来、白山）2分遣所（福留、白峰）の体制であった。
- 1982年10月 千代野分署開設および福留分遣所を廃止。
- 1984年4月1日 事務組合消防本部消防署を松任消防署、鶴来分署を白山郷消防署に改組。
- 1992年4月1日 野々市分署を野々市消防署に改組。
- 1997年4月1日 美川・白山両分署を消防署、白峰分遣所を分署に改組。同時に白山郷消防署を鶴来消防署に改称。
- 2010年9月21日 同市三浦町へ庁舎移転。
- 2010年9月21日 消防本部に通信指令課を設置。
- 2017年4月1日 能美郡川北町が広域消防本部に加入。

### 組織
- 消防本部　庶務課（庶務係）・予防課（予防係、危険物係）・消防課（警防係、救急係、装備係、指揮隊）・通信指令課（指令係、情報係）
- 消防署・分署　松任消防署（消防係、予防係、救急係、救助係）、他の消防署・分署（消防係、予防係、救急係）

### 消防署
| 消防署       | 住所                    | 分署                                                             |
| ------------ | ----------------------- | ---------------------------------------------------------------- |
| 松任消防署   | 白山市三浦町255番地1    | 千代野：白山市北安田町861番地1 川北：能美郡川北町字壱ツ屋174番地 |
| 野々市消防署 | 野々市市本町5丁目83番地 | なし                                                             |
| 美川消防署   | 白山市鹿島町140番地1    | なし                                                             |
| 鶴来消防署   | 白山市明島町山84番地1   | なし                                                             |
| 白山消防署   | 白山市吉野夏111番地1    | 白峰：白山市白峰ハ103番地3                                       |